# Пономаренко Марія Миколаївна
Марія Пономаренко (рос. Мария Николаевна Пономаренко; нар. 5 вересня 1978 Барнаул) - російська журналістка і громадська активістка, що її 15 лютого 2023 в Росії було засуджено до 6 років увязнення за публікацію фактів про авіаудар по Маріупольському театру.

## Життєпис
Марія Пономаренко працювала журналістом в російському виданні RusNews, що виходило у форматі телеграм-каналу. У березні 2022 вона опублікувала в телеграм-каналі «Цензуры нет» пост про мешканців Маріуполя, які загинули під час російських бомбардувань міського театру.
У квітні 2023 російська влада зарештувала Пономаренко звинувативши її у "дискредитації Збройних Сил РФ" оскільки, буцімто, інформація про російський удар по театру в Маріуполі не відповідає дійсності. До листопада 2022 її утримували в СІЗО, а потім відпустили під домашній арешт, але у січні 2023 повернули до СІЗО. У вересні 2022 у СІЗО Пономаренко, згідно її слів, розкрила собі вени.
15 лютого 2023 Ленінський суд міста Барнаула Алтайського краю РФ засудив Марію Пономаренко до 6 років увязнення, при тому що прокурор вимагав 9 років.

В своєму останньому слові на судовому засіданні 14 лютого Пономаренко, зокрема, сказала:
На якій підставі до мене застосовується військова цензура, якщо війни немає, а йде спецоперація?
 Також Пономаренко у своєму останньому слові сказала
До умовно-дострокового звільнення я навряд чи досиджу, тому що зміни наздоженуть нас раніше. На людей у погонах надії немає, але ці символи, V і Z, мають бути стерті, а той, хто наліпив їх на нашу техніку, має сісти. Ніколи ніякий тоталітарний режим не був таким міцним, як перед крахом